# ساختمان پست زاهدان
ساختمان پست زاهدان مربوط به اوایل دوره پهلوی است و در شهرستان زاهدان، خیابان طالقانی، نزدیک بازارچه سرپوش واقع شده و این اثر در تاریخ ۲۰ آبان ۱۳۷۷ با شمارهٔ ثبت ۲۱۵۷ به‌عنوان یکی از آثار ملی ایران به ثبت رسیده است.